# Heartbreaker (альбом Долли Партон)
Heartbreaker — двадцатый студийный альбом американской кантри-певицы Долли Партон, выпущенный 12 августа 1978 года на лейбле RCA Records. Он был спродюсирован Гэри Кляйном и самой Партон, а Чарльз Коппельман выступил в качестве исполнительного продюсера. Его звучание по сравнению с предыдущими работами было более ориентированным в сторону поп-музыки, несколько его песен граничили с диско. Работа возглавляла чарт Billboard Top Country Albums девять недель подряд и достигла 27-й строчки в Billboard 200. Она несла в себе два хита номер один в профильном рейтинге Hot Country Songs: «Heartbreaker» и «I Really Got the Feeling». Третий сингл, «Baby I’m Burning», занял 25-е место в Billboard Hot 100. Альбом получил золотой сертификат в США и Канаде.

## Об альбоме
После успеха  альбома Here You Come Again 1977 года Партон снова объединилась с продюсером Гэри Кляйном для своего следующего альбома. Альбом продолжает ее переход к поп-музыке и также содержит элементы диско.
Обложка альбома, представляющая собой разворотный дизайн, изображающий Партона в серии сюрреалистических, похожих на сон изображений, была разработана графическим художником Эдом Караеффом , который также разработал обложку для Here You Come Again .

### Запись
Альбом был выпущен 17 июля 1978 года на виниле , 8-дорожечной пластинке и кассете .

## Выпуск и продвижение
« Heartbreaker » был выпущен в качестве первого сингла с альбома в июле 1978 года. Он достиг первого места в чарте Billboard Hot Country Songs , 12 места в чарте Billboard Adult Contemporary и 37 места в Billboard Hot 100. В Канаде песня достигла первого места как в Country Singles Chart, так и в Adult Contemporary Chart. Сингл также достиг 41 места в Австралии.
" It's Too Late to Love Me Now " был выпущен как сингл в конце 1978 года в Южной Африке. Релиз не попал в чарты.
" Baby I'm Burnin' " и " I Really Got the Feeling " были выпущены как двойной сингл A-side в ноябре 1978 года. "Baby I'm Burnin'" была нацелена на поп-радио и достигла пика на 25-м месте в Billboard Hot 100, на 11-м месте в чарте Billboard Adult Contemporary и на 48-м месте в чарте Billboard Hot Country Songs.
Песня также имела успех в Канаде, достигнув пика на 30-м месте в чарте Singles, на девятом месте в чарте Adult Contemporary и на первом месте в чарте Country Singles.
Сингл также вошел в топ-40 в Австралии, достигнув пика на 34-м месте. 12-дюймовый диско-ремикс-сингл был выпущен под названием Dance with Dolly , в который вошли ремиксы "Baby I'm Burnin'" и "I Wanna Fall in Love". "Baby I'm Burnin'" достигла пика на 15-м месте в чарте Billboard Dance Club Songs . «I Really Got the Feeling» была нацелена на кантри-радио и достигла первой позиции в чарте Billboard Hot Country Songs.

### Дополнительное продвижение
В День святого Валентина 1979 года Партон заполонила СМИ. Она была со-хедлайнером специального выпуска CBS TV Dolly & Carol в Нэшвилле вместе с Кэрол Бернетт, а RCA Records предоставила более 3000 радиостанций копии альбома и коробки конфет для раздачи.  Только отрывок заглавной песни был исполнен в специальном выпуске как часть попурри на тему сердца. Участвующие радиостанции разработали свои собственные акции, которые включали в себя раздачу призов, розыгрыши, конкурс поэзии и конкурс, в котором победителям были назначены призы, зависящие от пола (конфеты для женщин, пластинки для мужчин). 

## Список композиций
| №   | Название                                                        | Автор(ы)                               | Длительность |
| --- | --------------------------------------------------------------- | -------------------------------------- | ------------ |
| 1.  | «I Really Got the Feeling»                                      | Билли Вера                             | 3:09         |
| 2.  | «It’s Too Late to Love Me Now»                                  | Рори Бурк, Джин Доббинс, Джонни Уилсон | 3:02         |
| 3.  | «We’re Through Forever (’til Tomorrow)» (с Ричардом Деннисоном) | Блез Тости                             | 3:51         |
| 4.  | «Sure Thing»                                                    | Долли Партон                           | 3:33         |
| 5.  | «With You Gone»                                                 | Партон                                 | 3:07         |
| 6.  | «Baby I’m Burning»                                              | Партон                                 | 2:37         |
| 7.  | «Nickels and Dimes»                                             | Партон, Флойд Партон                   | 3:24         |
| 8.  | «The Man»                                                       | Партон                                 | 3:16         |
| 9.  | «Heartbreaker»                                                  | Кэрол Байер-Сейджер, Дэвид Вольферт    | 3:35         |
| 10. | «I Wanna Fall in Love»                                          | Партон                                 | 2:26         |

## Над альбомом работали
- Долли Партон — вокал, гитара
- Дэвид Вольферт — гитара
- Дин Паркс[англ.] — гитара
- Джефф Бакстер[англ.] — гитара
- Аль Перкинс[англ.] — слайд-гитара
- Дэвид Хангейт — бас
- Паулинью да Кошта[англ.] — ударные, конга
- Грег Перри — пианино
- Дэвид Фостер — пианино
- Майкл Омартиан — пианино
- Дэвид Пейч[англ.] — пианино
- Мак Ребеннэк — пианино
- Билл Райхенбах[англ.] — тромбон
- Ник Декаро — аранжировка
- Джерри Хей[англ.] — аранжировка
- Анита Болл — бэк-вокал
- Джим Гилстрап[англ.] — бэк-вокал
- Оги Джонсон — бэк-вокал
- Мирна Мэтьюс — бэк-вокал
- Стефани Сприлл — бэк-вокал
- Анджела Винбаш — бэк-вокал
- Ричард Деннисон — бэк-вокал

## Чарты
| Хит-парад (1978)                  | Высшая позиция |
| --------------------------------- | -------------- |
| U.S. Billboard Top Country Albums | 1              |
| U.S. Billboard 200                | 27             |
| Canadian RPM Country Albums       | 1              |
| Canadian RPM Top Albums           | 20             |